# Phare de Point San Luis
Le phare de Point San Luis ou phare de San Luis Obispo est un phare situé sur la plage d'Avila Beach, dans le comté de San Luis Obispo (État de la Californie), aux États-Unis. Il est désactivé depuis 1975.
Ce phare était géré par la Garde côtière américaine, et les phares de l'État de Californie sont entretenues par le District 11 de la Garde côtière .
Il est inscrit au Registre national des lieux historiques depuis le 3 septembre 1991 .

## Histoire
Le besoin d'un phare à Point San Luis a été reconnu dès 1867. Cette année-là, le président Andrew Johnson a ordonné au Département de l'Intérieur d'enquêter sur la logistique du placement d'un phare à cet endroit. Dans les années 1870, Port Harford était très occupé, avec une moyenne de 400 navires par an arrivant à cet endroit, et le besoin d'un phare a été de nouveau découvert. En 1877, la Tribune of San Luis Obispo a rapporté que le député Romualdo Pacheco avait présenté un projet de loi pour la construction d'un phare à Point San Luis. Ce premier effort n'a pas réussi, mais en 1886, le Congrès a finalement adopté l'autorisation de financement pour le phare.
La construction du phare a été retardée et il a fallu le quasi désastre d'un naufrage pour faire avancer le projet. Dans la nuit du 29 avril 1888, un navire appelé Queen of the Pacific (en) commençait à prendre de l'eau. Il était environ 2 heures du matin et le bateau se trouvait à environ 24 km de Port Harford. Le capitaine a dirigé son navire vers le port à vitesse réduite à cause de l'obscurité et par crainte des rochers à l'entrée du port. Le navire, à environ 150 m de la jetée, s'est échoué en eau peu profonde. Il n'y eut pas de vies perdues. On a fait valoir, cependant, qu'avec un phare pour le guider, le navire aurait facilement atteint le quai. Ceci a fourni l'impulsion finale pour la création du phare.
Le phare a été achevé en juin 1890 et a été mis en service le 30 juin 1890. Selon les spécifications, la lentille de Fresnel de 4e ordre produisait, à une hauteur focale de 25 m, des éclairs rouges et blancs alternés toutes les 30 secondes qui étaient visibles jusqu'à 17 milles marins (environ 31 km).
En 1969, l'objectif de Fresnel a été retiré (il est actuellement exposé dans la City Library de San Luis Obispo) et a été remplacé par un éclairage électrique automatisé. Il émettait un éclat blanc toutes les 5 secondes. En 1975, l'US Coast Guard a désactivé le phare.
Après le classement du phare au National Register of Historic Places property types (en) il est devenu un site historique, éducatif et récréatif, à l'usage et à la jouissance du public en 1992. En 1995, la société à but non lucratif Point San Luis Lighthouse Keepers a été créée pour gérer cette tâche. Au début de 2010, à l'occasion du 120e anniversaire du phare, la lentille de Fresnel d'origine est revenue au phare pour être exposée.
Identifiant : ARLHS : USA-720 - Amirauté : G3972 - USCG : 6-0225 .
|                  |
| San Luis Station |

|          |
| Le phare |

### Lien connexe
- Liste des phares de la Californie